# Anna Kołtowska
Anna Aleksiejewna Kołtowska, ros. Анна Алеѯѣевна Колтовская (ur. 1554, zm. 1626) – caryca Rosji od kwietnia do września 1572 r. jako czwarta żona cara Iwana IV Groźnego.

## Życiorys
Anna była córką bojara Aleksieja Grigorija Kołtowskiego.
Car Iwan IV Groźny w wieku 42 lat był trzykrotnym wdowcem. Po śmierci Marfy Sobakiny w listopadzie 1571 r. zapowiedział, że nie ożeni się ponownie, jednak bojarzy namówili go na kolejne małżeństwo. 
Religia prawosławna zabrania czwartego małżeństwa, jednakże zebrany w dniu 29 kwietnia 1572 r. sobór kościelny pod kierownictwem nowo mianowanego arcybiskupa nowogrodzkiego Leonida udzielił carowi Iwanowi specjalnego zezwolenia na poślubienie Anny. Iwan utrzymywał, że tak naprawdę bierze trzeci ślub, ponieważ związek z Marfą nie został skonsumowany. Na cara nałożono jedynie trzyletnią pokutę, której nie realizował, na co Cerkiew nie reagowała. Data ślubu jest nieznana, choć zapewne miała miejsce tuż po uzyskaniu zgody Cerkwi.
Małżonkowie spędzali ze sobą dużo czasu. Anna namawiała cara do likwidacji opriczniny. 
We wrześniu 1572. nastąpił koniec małżeństwa. Opricznicy wywieźli Annę wbrew jej woli do klasztoru w Tichwinie, tam postrzyżono ją na mniszkę o imieniu Daria.  Uznano, że brała udział w przygotowaniach do zamachu na cara, ponieważ w jej komnatach schwytano mężczyznę przebranego za kobietę, spokrewnionego z księciem Michałem Iwanowiczem Worotyńskim. 
W 1586 wzmiankowana jako przełożona monasteru Zmartwychwstania Pańskiego w Goricach. W latach 1608–1626 była przełożoną monasteru Wprowadzenia Matki Bożej do Świątyni w Tichwinie, który znacząco rozbudowała, a po 1613 - odbudowała po najeździe szwedzkim. Pochowana w monasterze, nieformalnie była w nim przed 1917 czczona jako święta, pod imieniem mniszki Darii.
Anna przeżyła swojego męża aż o 42 lata.